# Aberford
Aberford – wieś w Anglii, w hrabstwie ceremonialnym West Yorkshire, w dystrykcie metropolitalnym Leeds. Leży 15 km na wschód od miasta Leeds i 271 km na północ od Londynu. Miejscowość liczy 1059 mieszkańców.